# NCIS: Los Angeles (6.ª temporada)
Em 13 de março de 2014 a CBS renovou NCIS: Los Angeles para a sua Sexta temporada

## Elenco
| Ator/atriz           | Personagem              | Cargo                            | Principal |
| -------------------- | ----------------------- | -------------------------------- | --------- |
| Chris O'Donnell      | G. Callen               | Agente especial do NCIS          |           |
| LL Cool J            | Sam Hanna               | Agente Especial do NCIS          |           |
| Daniela Ruah         | Kensi Blye              | Agente Especial do NCIS          |           |
| Eric Christian Olsen | Marty Deeks             | Detetive de Ligação LAPD - NCIS  |           |
| Linda Hunt           | Henrietta "Hetty" Lange | Gerente de Operações do NCIS     |           |
| Barrett Foa          | Eric Beal               | Operador técnico do NCIS         |           |
| Renée Felice Smith   | Nell Jones              | Analista de Inteligencia do NCIS |           |
| Miguel Ferrer        | Owen Granger            | Sub-Diretor do NCIS              |           |

## Episódios
| Sequência | Episódios | Título                   | Direção             | Escrito por                        | Data de exibição        | Audiência EUA (em milhões) |
| --- | --------- | ------------------------ | ------------------- | ---------------------------------- | ----------------------- | -------------------------- |
| 121 | 1         | "Deep Trouble (Part II)" | Dennis Smith        | R. Scott Gemmill                   | 29 de setembro de 2014  | 9.48                       |
| Callen e Hanna continuam presos a bordo de um submarino com terroristas que planejam um ataque a um porta-aviões em San Diego. Hetty desobedece as ordens e cancela sua ida a Washington. |           |                          |                     |                                    |                         |                            |
| 122 | 2         | "Inelegant Heart"        | John P. Kousakis    | R. Scott Gemmill                   | 6 de outubro de 2014    | 8.74                       |
| A equipe descobre que um dos seus foi comprometido durante uma investigação de homicídio. O Departamento de Justiça investiga o time. |           |                          |                     |                                    |                         |                            |
| 123 | 3         | "Praesidium"             | Dennis Smith        | Erin Broadhurst & R. Scott Gemmill | 13 de outubro de 2014   | 9.24                       |
| Uma das casas de Hetty é atacada, resultando na morte de um guarda-costas. O Diretor Vance revela a Hetty que a investigação do DOJ era apenas um pretexto para afastá-la de Los Angeles e protegê-la de uma ameaça iminente. Personagem recorrente: Rocky Carroll como Diretor do NCIS Leon Vance                                                                                |           |                          |                     |                                    |                         |                            |
| 124 | 4         | "The 3rd Choir"          | Diana C. Valentine  | Dana Scanlon & R. Scott Gemmill    | 20 de outubro de 2014   | 8.78                       |
| A existência de um traidor no NCIS ameaça toda a equipe. Nate Getz tenta ajudar Nell a lidar com sua primeira morte. Personagem recorrente: Peter Cambor como Psicólogo Operacional Nate Getz |           |                          |                     |                                    |                         |                            |
| 125 | 5         | "True Colors"            | Dwight H. Little    | Elizabeth Beall                    | 27 de outubro de 2014   | 8.68                       |
| Callen e Sam vão ao México à procura de um funcionário do DoD desaparecido. |           |                          |                     |                                    |                         |                            |
| 126 | 6         | "SEAL Hunter"            | Chris O'Donnell     | Sara Servi & Frank Military        | 3 de novembro de 2014   | 9.20                       |
| Sam é acusado de homicídio e preso. O resto da equipe tenta provar sua inocência apesar da oposição do FBI e de um Promotor. |           |                          |                     |                                    |                         |                            |
| 127 | 7         | "Leipei"                 | David Rodriguez     | Kyle Harimoto                      | 10 de novembro de 2014  | 8.22                       |
| Quando um terrorista de origem grega é morto usando um drone, o OSP é chamado a investigar seu envolvimento com um grupo anarquista. |           |                          |                     |                                    |                         |                            |
| 128 | 8         | "The Grey Man"           | James Hanlon        | Andrew Bartels                     | 17 de novembro de 2014  | 8.82                       |
| Um agente da Inteligência da Marinha e da CIA é encontrado morto. A equipe descobre que sua morte pode estar relacionada a um líder de cartel de drogas prestes a ser extraditado para os EUA. |           |                          |                     |                                    |                         |                            |
| 129 | 9         | "Traitor"                | Eric A. Pot         | Michael Udesky & R. Scott Gemmill  | 24 de novembro de 2014  | 8.82                       |
| Granger é vítima de envenenamento enquanto a sede do OSP sofre um ataque cibernético. |           |                          |                     |                                    |                         |                            |
| 130 | 10        | "Reign Fall"             | Christine Moore     | Joseph C. Wilson                   | 8 de dezembro de 2014   | 8.73                       |
| Quando um paparazzo é morto em frente à casa de um Coronel da Marinha, a equipe descobre um plano para atacar pais de alunos de uma escola militar. |           |                          |                     |                                    |                         |                            |
| 131 | 11        | "Humbug"                 | Tony Wharmby        | Kyle Harimoto & Andrew Bartels     | 15 de dezembro de 2014  | 9.54                       |
| A namorada de Callen é envolvida acidentalmente no roubo a uma empresa de segurança, e o caso pode levá-la a descobrir a verdadeira profissão de Callen. A equipe faz planos para o Natal e Kensi e Deeks decidem assumir sua relação amorosa. Personagens recorrentes: Elisabeth Bogush como Joelle Taylor e Aunjanue Ellis como Michele Hanna                                   |           |                          |                     |                                    |                         |                            |
| 132 | 12        | "Spiral"                 | Larry Teng          | David Kalstein                     | 5 de janeiro de 2015    | 11.36                      |
| Terroristas fazem vários reféns em um edifício, entre eles Callen, que fazia uma investigação sob disfarce. |           |                          |                     |                                    |                         |                            |
| 133 | 13        | "In The Line Of Duty"    | Karen Gaviola       | Tim Clemente                       | 19 de janeiro de 2015   | 9.45                       |
| Após um ataque ao consulado americano na Tunísia causar duas mortes, Callen e Sam vão ao local para investigar. |           |                          |                     |                                    |                         |                            |
| 134 | 14        | "Black Wind"             | Dennis Smith        | Joe Sachs                          | 2 de fevereiro de 2015  | 9.78                       |
| Uma vítima de acidente de carro é descoberta como portadora de uma cepa letal de antraz. Callen e Sam vão ao México para investigar a possível origem da doença. |           |                          |                     |                                    |                         |                            |
| 135 | 15        | "Forest For The Trees"   | Diana C. Valentine  | Gil Grant                          | 9 de fevereiro de 2015  | 10.35                      |
| Ao investigarem uma pista sobre um Analista da NSA desaparecido, Callen e Sam são sequestrados. e a equipe lança-se à sua procura. |           |                          |                     |                                    |                         |                            |
| 136 | 16        | "Expiration Date"        | Terence Nightingall | Dave Kalstein                      | 23 de fevereiro de 2015 | 9.83                       |
| Sam é baleado durante uma operação de proteção a uma desertora indiana, e a equipe volta a trabalhar com o agente nepalês Jemadar Thapa. O relacionamento de Kensi e Deeks passa por sua primeira turbulência. |           |                          |                     |                                    |                         |                            |
| 137 | 17        | "Savoir Faire"           | Eric Laneuville     | Jordana Lewis Jaffe                | 9 de março de 2015      | 10.72                      |
| Um soldado afegão em treinamento na DEA é morto. A equipe rastreia os dois colegas da vítima para tentar solucionar o caso. |           |                          |                     |                                    |                         |                            |
| 138 | 18        | "Fighting Shadows"       | Tony Wharmby        | Andrew Bartels                     | 23 de março de 2015     | 9.39                       |
| Três agentes do FBI morrem em uma explosão suspeita. O OSP é designado para investigar o caso e descobre que um segundo atentado a bomba está prestes a ocorrer. |           |                          |                     |                                    |                         |                            |
| 139 | 19        | "Blaze of Glory"         | Terrence O'Hara     | Joe Sachs                          | 30 de março de 2015     | 9.17                       |
| Um míssil é desviado de sua rota e lançado contra um barco civil. Na investigação, Eric tem o auxílio de uma jovem analista, o que causa ciúmes em Nell. |           |                          |                     |                                    |                         |                            |
| 140 | 20        | "Rage"                   | Frank Military      | Frank Military                     | 13 de abril de 2015     | 9.36                       |
| Callen reassume seu disfarce de presidiário para infiltrar-se em um grupo supremacista suspeito de manter material nuclear roubado. |           |                          |                     |                                    |                         |                            |
| 141 | 21        | "Beacon"                 | Diana C. Valentine  | Jordana Lewis Jaffe                | 20 de abril de 2015     | 8.83                       |
| Callen e Sam são surpreendidos quando Kolcheck, suposta vítima de homicídio, reaparece e pede sua ajuda. Personagem recorrente: Vyto Ruginis como Arkady Kolcheck |           |                          |                     |                                    |                         |                            |
| 142 | 22        | "Field of Fire"          | Robert Florio       | Gil Grant                          | 27 de abril de 2015     | 7.82                       |
| A equipe procura por um ex-Fuzileiro e sniper que desapareceu de um hospital de veteranos e descobre que ele pode estar a serviço de um grupo extremista. O caso faz Kensi relembrar seu passado. |           |                          |                     |                                    |                         |                            |
| 143 | 23        | "Kolcheck, A."           | James Hanlon        | Joseph C. Wilson                   | 11 de maio de 2015      | 8.21                       |
| A equipe busca um navio tanque desaparecido carregado de óleo destinado a um grupo terrorista, e descobre a conexão pessoal de Arkady com o caso. Personagem recorrente: Vyto Ruginis como Arkady Kolcheck |           |                          |                     |                                    |                         |                            |
| 144 | 24        | "Chernoff, K."           | John Peter Kousakis | Kyle Harimoto                      | 18 de maio de 2015      | 9.33                       |
| Na sequência da investigação, Callen, Sam, Kensi e Deeks vão para a Rússia e assumem diversos disfarces para identificar os suspeitos do roubo do óleo e localizar a filha de Arkady. Callen fará importantes descobertas sobre seu pai. Personagens recorrentes: Vyto Ruginis como Arkady Kolcheck e Bar Paly como Anastacia "Anna" Kolcheck Primeira aparição de: Anna Kolcheck |           |                          |                     |                                    |                         |                            |